# Alonso de Ojeda
Alonso de Ojeda, (Conca, Espanya 1468 - Santo Domingo, República Dominicana, 1515) fou navegant, governador i conqueridor que va formar part de la tripulació de Cristòfol Colom en el seu segon viatge. Va recórrer la costa de la Guaiana, Veneçuela, Trinitat, Tobago, Curaçao, Aruba i Colòmbia. Va donar nom a Veneçuela i descobrí el llac Maracaibo, alhora que fundà Santa Cruz.

## Primers anys
Nascut a Conca al voltant de 1468 en el si d'una família noble empobrida, va créixer a Ojeda, prop d'Oña, a la merindad de Bureba. De jove va servir a la casa del duc de Medinaceli, el senyor Luis de la Cerda i de la Vega, com una patge. Alonso de Ojeda estava emparentat amb el dominic Alonso de Ojeda, membre del Tribunal de la Inquisició que li presentà al bisbe de Badajoz i posteriorment de Burgos i President del Consell d'Índies, don Juan Rodríguez de Fonseca.
Participà en la conquesta de Granada, on deixà paleses les seves habilitats militars, la seva habilitat com a espadatxí i la seva valentia, cosa que li valgué la protecció del bisbe.

## Arribada a la Hispaniola
El setembre de 1493, gràcies a Rodríguez de Fonseca, s'embarcà amb Cristòfor Colom en el seu segon viatge a Amèrica fins a la Hispaniola. El gener de 1494, Colom li confià la recerca d'alguns tripulants extraviats per l'illa. Pogué endinsar-se amb sols quinze homes a la regió del Cibao, liderada per un cacic carib anomenat Caonabó. Cibao era una zona rica en mines d'or i Ojeda tornà a La Isabela per informar a l'Almirall, afectat per unes febres.
Colom partí cap aquelles terres el març de 1494 i va fundar la fortalesa de Santo Tomás, de la qual nomenà alcaid a Ojeda.
Caonabó i els seus guerrers atacaren la fortalesa quan tingueren oportunitat, però Ojeda els vencé. Alonso de Ojeda també participà en la batalla de la Vega Real, en què, sota el seu comandament els castellans venceren els indígines. Segons Bartolomé de las Casas en aquesta batalla s'haurien enfrontat uns deu mil indígenes contra uns quatre-cents castellans. La recompensa dels Reis Catòlics a Ojeda serà la concessió de sis llegües de terreny a Maguana.

## Primer viatge a Veneçuela

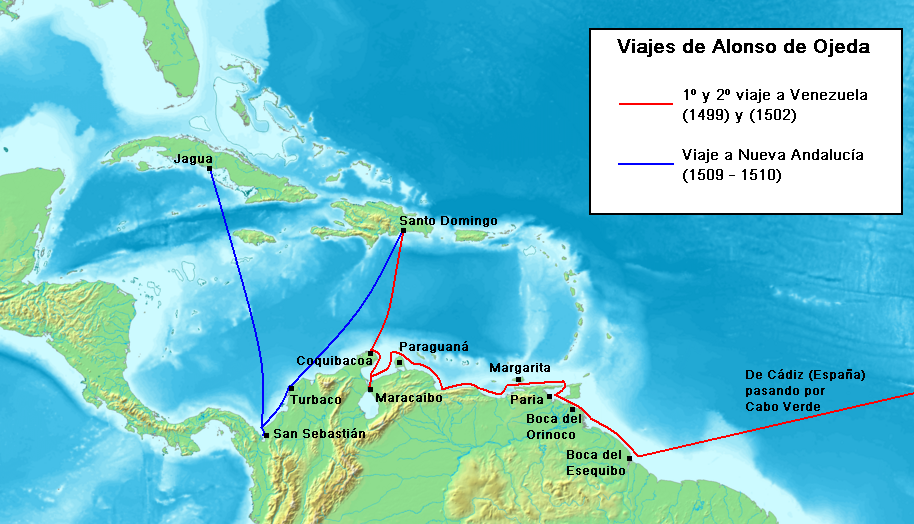
Viatges realitzats per Alonso de Ojeda.

Al cap de poc temps va partir cap a Espanya on va aconseguir, gràcies a la seva estreta relació amb el bisbe Fonseca, el permís per realitzar una expedició a la recent descoberta Paria, trencant d'aquesta manera el monopoli que Colom tenia per organitzar viatges al Nou Món, segons les Capitulacions de Santa Fe. El 18 de maig de 1499 va salpar des de Cadis acompanyat pel pilot i cartògraf Juan de la Cosa i el navegant italià Amerigo Vespucci. Aquest fou el primer de la sèrie de "viatges menors" o "viatges andalusos" que es farien cap al nou món.
Recorrent el litoral occidental d'Àfrica fins al Cap Verd, prengueren el mateix rumb que realitzà Colom un any abans en el seu tercer viatge, però en direcció sud-oest. Amb tot, Vespucci decidí separar-se de la flota i seguir el seu propi rumb més al sud, vers el Brasil. La flota d'Ojeda arribà a la desembocadura dels rius Esequibo i Orinoco, reconeixent la costa compresa entre l'illa Margarita i el cap de la Vela, a la recerca d'un pas cap a l'Índia. A la península de Paraguaná s'endinsà en un golf al qual anomenà Veneçuela o Petita Venècia, ja que hi havia poblacions al fons del golf que tenien les cases construïdes amb troncs sobre l'aigua que s'assemblaven a la ciutat de Venècia. Així mateix aconseguí veure l'entrada del llac de Maracaibo, a la qual anomenà San Bartolomé per haver-la descobert el 24 d'agost de 1499, festivitat de Sant Bartomeu.
Pocs dies després l'expedició partí del cap de la Vela a La Hispaniola amb algunes perles obtingudes a Paria, una mica d'or i diversos esclaus. L'escassetat de béns i esclaus transportats provocà un rendiment econòmic escàs, però la importància d'aquest viatge rau en el fet que fou el primer recorregut detallat de la totalitat de la costa veneçolana feta per espanyols. L'expedició va donar l'oportunitat a Juan de la Cosa de traçar el primer mapa conegut de l'actual Veneçuela, a més de ser el primer viatge que feu Vespucci al Nou Món.
El mes de setembre d'aquell mateix any tornà a La Hispaniola on fou acollit amb cert recel pels seguidors de Colom, els quals consideraven que Ojeda no tenia dret a explorar terres descobertes per Colom sense autorització. Això provocà enfrontaments entre els dos grups que deixaren alguns morts i ferits, per la qual cosa torna a Cadis cap a novembre de 1499 amb poques riqueses, però forces indígenes.

## Segon viatge a Veneçuela
Ojeda decidí fer una nova exploració i capitulà novament amb els Reis Catòlics el 8 de juny de 1501. Se'l nomenà governador de l'illa de Cuquibacoa pels resultats obtinguts durant el primer viatge i se li atorgà el dret de fundar una colònia en aquell territori, tot i que se li advertí que no visités Paria. En aquesta ocasió s'associà amb el mercaders sevillans Juan de Vergara i García de Campos, els quals pogueren noliejar quatre caravel·les.
El gener de 1502 salpà d'Espanya i feu el mateix recorregut que en el seu primer viatge. Aquesta vegada passà de llarg el golf de Paria i arribà a l'illa Margarita. Després recorregué les costes veneçolanes des de Curiana fins a la península de Paraguaná i intentà fundar, el 3 de maig de 1502 una colònia a la península de la Guajira, a badia Honda, a la qual anomenà Santa Cruz i es convertí en el primer assentament espanyol en territori colombià i el primer en terra ferma.
Amb tot, aquesta colònia no prosperà, ja que, poc després de ser fundada, Ojeda i els seus homes començaren a atacar les poblacions indígenes dels voltants, fet que provocà una guerra constant amb aquestes i a les quals se sumà els problemes personals que Ojeda tingué amb els seus homes. Fou el moment en què els seus socis Vergara i Campos feren capturar Ojeda per a apoderar-se del botí recaptat i abandonaren el poblat junt als colons. Ojeda fou empresonat a La Hispaniola entre maig de 1502 i 1504, quan fou alliberat pel bisbe Rodríguez de Fonseca.
El resultat del segon viatge fou un fracàs, ja que no es descobriren terres noves, no s'obtingué un gran botí, la colònia de Santa Cruz quedà abandonada i la governació de Coquibacoa fou abolida.

## Viatge a Nova Andalusia
Una vegada alliberat es va estar a la Hispaniola fins al 1508, quan s'assabentà que el rei Ferran el Catòlic havia tret a concurs la governació i colonització de Terra Ferma entre el cap Gracias a Dios (entre Hondures i Nicaragua) i el cap de la Vela (a Colòmbia). Juan de la Cosa anà a Espanya en representació d'Ojeda. Rivalitzant amb Ojeda per colonitzar terres hi havia Diego de Nicuesa. Tots dos candidats tenien bona reputació i simpaties a la Corts, per la qual cosa la Corona va preferir dividir la regió en dues governacions: Nicuesa rebia la Governació de Veragua a l'oest, i Ojeda la de Nova Andalusia a l'est, amb límits als golf d'Urabá. Aquesta capitulació fou firmada el 6 de juny de 1508.
Cap a Santo Domingo van marxar els nous governadors per formar les seves flotes. Nicuesa aconseguí arreplegar més de 800 homes, molts cavalls, cinc caravel·les i dos bergantins: Ojeda només va poder reunír 300 homes, dos bergantins i dos vaixells petits. El 10 de novembre de 1509 Ojeda salpà de Santa Domingo, uns dies abans que Nicuesa, poc després d'haver nomenat alcalde major a Martín Fernández de Enciso, un ric advocat que tenia ordres de noliejar una embarcació amb més provisions per ajudar Ojeda quan fundés una colònia a Nova Andalusia. El nou governador, procurant evitar problemes amb els indígenes, va demanar que es redactés una extensa proclamació en què se'ls convidava a sotmetre's a l'Imperi Espanyol.
Ojeda arribà a la badia de Calamar, a l'actual Cartagena d'Índies, ignorant les recomanacions de De la Cosa de no establir-se allà. Després de desembarcar es trobà amb diversos indígenes i envià uns missioners perquè recitessin la proclama en veu alta, però aquests reaccionaren enfrontant-se amb les castellans. En la lluita morí Juan de la Cosa, així com bona part d'aquells que havien fet terra. Ojeda va poder ser rescat sa i estalvi pels homes que estaven als vaixells.
Poc després arribà la flota de Nicuesa, el qual, oblidant les diferències entre ambdós, l'ajudà a venjar-se dels indígenes massacrant tota la comunitat. De tornada a la costa se separaren, marxant Nicuesa cap a l'oest i Veragua. Ojeda continuà recorrent la costa de Nova Andalusia cap al sud-oest, fins al golf d'Urabá, on fundà San Sebastián de Urabá (el 20 de gener de 1510).
Però en aquest assentament la vida no fou gens fàcil. A l'amenaça persistent dels indis cal sumar-hi una gran mancança d'aliments. Mig any després de la seva fundació, l'ajuda promesa per Fernández de Enciso no havia encara arribat. Aleshores se li encarregà al jove Francisco Pizarro que protegís l'indret fins a la tornada d'Ojeda i, si aquest no hagués tornat en 50 dies, marxés cap a Santo Domingo. Ojeda no tornà mai a San Sebastián de Urabá i, passats els 50 dies, Pizarro decidí tornar a casa amb 70 colons. Poc després Fernández de Enciso i Vasco Núñez de Balboa ajudaren els pocs supervivents, mentre l'assentament era assaltat i saquejat pels indígenes.
Després d'aquest fracàs Alonso de Ojeda tornà a Santo Domingo.

## Nafragi a Cuba
En la fugida es va embarcar en un bergantí pirata junt amb 70 homes, però fou capturat a l'espera d'un rescat. Un huracà els va fer naufragar al sud de l'illa de Cuba, prop de Sancti Spíritus, des d'on decidiren recórrer a peu la costa fins a Maisí, a l'extrem est de l'illa, per ser embarcats cap a la Hispaniola. La meitat dels homes morien de fam i malalties durant el trajecte, fins que foren rescatats per Pánfilo de Narváez.

## Ocàs i mort
Després del fracàs del viatge a Nova Andalusia, Ojeda no tornà a dirigir cap altra expedició i renuncià al càrrec de governador. Passà els darrers cinc anys de vida a Santo Domingo en una profunda depressió. Morí al Monestir de San Francisco el 1515, sent enterrat sota la porta major del monestir.